# Ryssbosjön
Ryssbosjön är en sjö i Hylte kommun i Halland och ingår i Suseåns huvudavrinningsområde. Sjön har en area på 0,0592 kvadratkilometer och ligger 131,2 meter över havet.

## Delavrinningsområde
Ryssbosjön ingår i det delavrinningsområde (631440-132015) som SMHI kallar för Ovan Slien. Medelhöjden är 118 meter över havet och ytan är 41,94 kvadratkilometer. Räknas de 2 avrinningsområdena uppströms in blir den ackumulerade arean 83,19 kvadratkilometer. Suseån (Suseån (norra)) som avvattnar avrinningsområdet har biflödesordning 2, vilket innebär att vattnet flödar genom totalt 2 vattendrag innan det når havet efter 38 kilometer. Avrinningsområdet består mestadels av skog (83 %). Avrinningsområdet har 0,85 kvadratkilometer vattenytor vilket ger det en sjöprocent på 2 %.